# 신타시타 문화

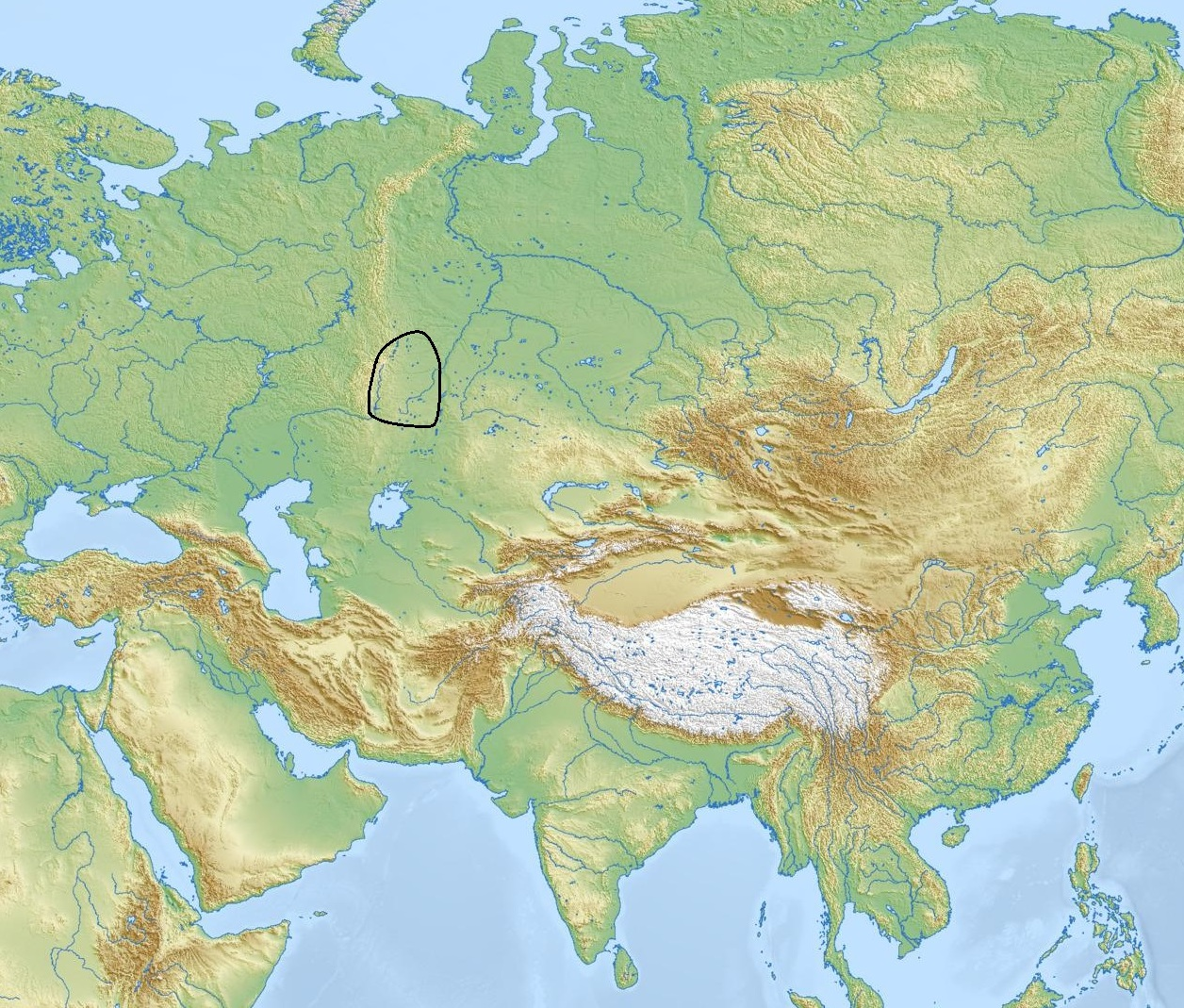

신타시타 문화(Sintashta culture)는 우랄산맥 남부 지대의 중기 청동기 시대의 고고문화로, 시기는 기원전 2200~1900년으로 추정된다. 관련된 문화들과 함께 이루는 신타시타-페트롭카 복합체(Sintashta–Petrovka complex, BC 2200 - 1750)의 첫 단계이다. 문화의 이름은 러시아 첼랴빈스크주에 있는 고고학적 유적인 신타시타(Синташта)에서 유래했으며 오렌부르크주, 바시코르토스탄, 북카자흐스탄주에 걸쳐 발견된다. 인도이란어파를 사용하는 집단(자칭 아리아인)의 기원으로 널리 받아들여진다. 본래는 매듭무늬토기 문화에서 분화되어 동쪽으로 이주한 집단이라는 가설이 있다.
가장 오래된 전차가 신타시타 매장지에서 발견된 바 있어 전차 기술의 기원으로 유력한 후보지이다. 전차 기술은 이후 구대륙 전역에 퍼져 고대 전쟁에서 중요한 역할을 하였다. 신타시타 정착지에서 수행된 구리 채굴과 청동 야금의 높은 강도도 주목할 만 한데, 이는 스텝 문화에서는 이례적이다. 또 주요한 특징 중 하나는 높은 수준의 군사주의 문화와 광범위하게 보이는 요새화된 정착지(23개가 알려짐)이다.

## 같이 보기
- 킴메르
- 카라수크 문화
- 안드로노보 문화